# Pierre Bertrand (Saxophonist)

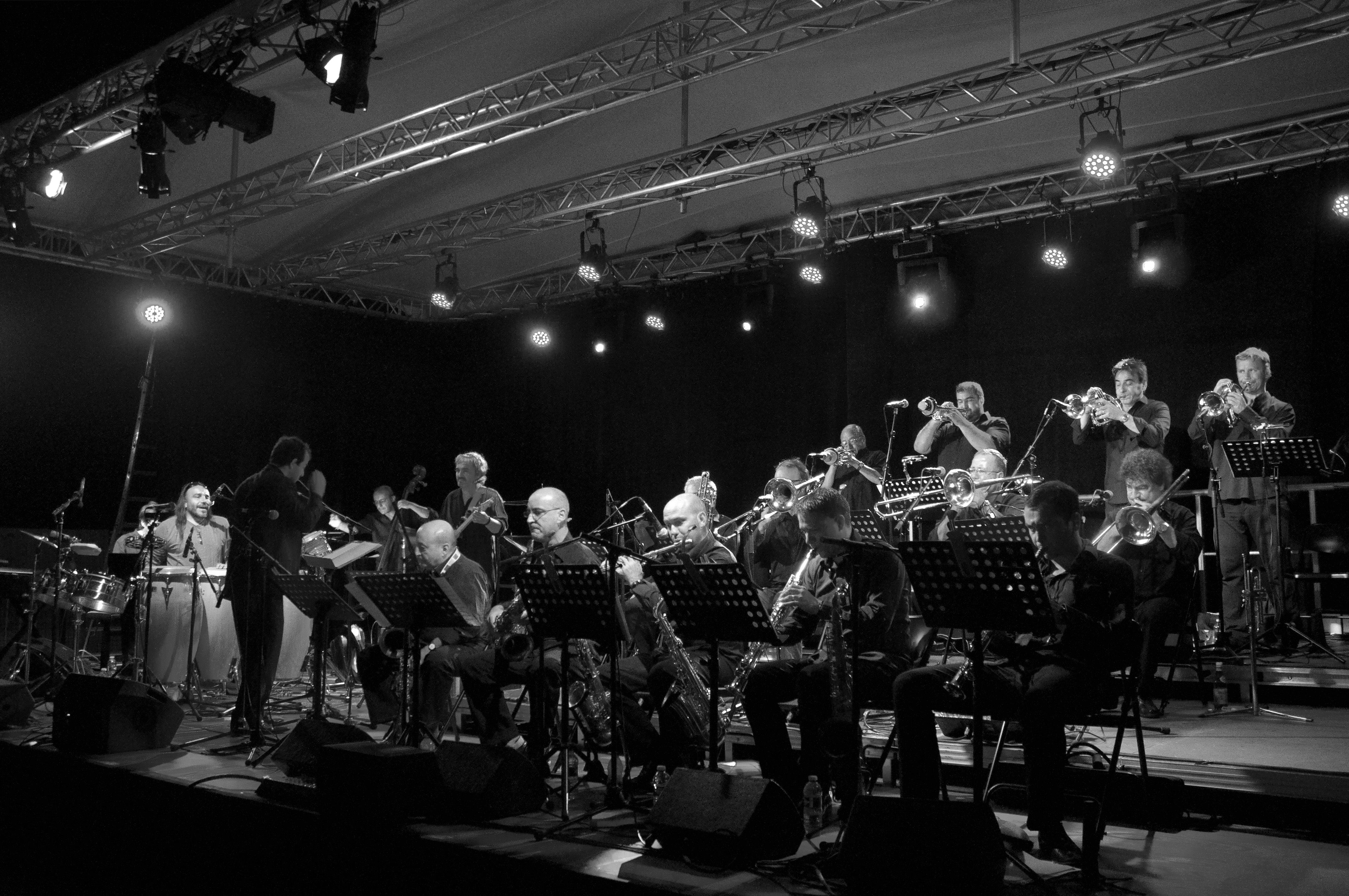
Pierre Bertrand dirigiert das Nice Jazz Orchestra (2011)

Pierre Bertrand (* 1972 in Nizza) ist ein französischer Jazz-Saxophonist, Flötist, Komponist, Arrangeur und Bigband-Leiter.

## Leben und Wirken
Bertrand spielt Saxophon (Tenor, Sopran), Flöte und Klavier. Er schloss seine Studien am Konservatorium von Paris (CNSMDP) mit einem ersten Preis in Harmonie (1996) und Kontrapunkt (1998) sowie einem Diplom in Jazz-Arrangement ab. 1998 gründete er mit dem Trompeter Nicolas Folmer die „Paris Jazz Big Band“ (PJBB), deren Ko-Leiter er ist und für die er auch der hauptsächliche Komponist und Arrangeur ist. Mit ihnen nahm er die Alben „À suivre“ (2000, Cristal Records), „Méditerranéo“ (2002), das eine musikalische Reise ums Mittelmeer bietet, und „Paris 24 H“ (2004, Cristal Records) auf. Letzteres thematisiert Alltagsszenen aus dem Großstadtleben von Paris wie einen Motorradfahrer im Stau in „Le Cyclopathe“. Mitglieder der PJBB waren und sind z. B. neben Folmer und Bertrand Stéphane Huchard, Tony Russo (Trompete), Fabien Mary, Denis Leloup. Mit dem PJBB begleitete er auch Claude Nougaro (Jazz Fest Wien 2001), Anne Ducros, Sacha Distel und Diana Krall (im Olympia 2001) sowie Richard Galliano, Johnny Griffin, André Ceccarelli, Louis Winsberg oder Michel Legrand. Sie spielten bei den Verleihungen des Filmpreises César 2005 und im selben Jahr auf dem Jazzfestival von Marciac.
Er arrangierte auch für Sänger wie Claude Nougaro („Embarquement immédiat“ 2000 EMI, „La note bleue“ Blue Note, 2004), Charles Aznavour, Michel Delpech, Jean-Antoine Hierro („Jardins Secrets“), Peter Kingsberry und Lio, schreibt Filmmusik, für eine Serie von Erzählungen von Kindern für Marie-Christine Barrault und für Tanzprojekte wie für die Flamenco-Tänzerin Sharon Sultan, teilweise mit der PJBB („Sol y Luna“ 2002). Für den Pianisten Jean-Pierre Como beteiligte er sich als Komponist und Arrangeur an dessen Album „L’âme sœur“ (2006, Nocturne). 2001 schrieb er für die Stadt Nancy ein Stück für Symphonieorchester und Saxophon-Quartett.
Bertrand spielte außerdem mit Laurent Cugny, Stan Lafèrriere, „Le Marching Band QSV“, Maria Schneider und Carla Bley, nahm mit Éric Le Lann (für den Film „Disparu“) auf und spielte im Sextett von Susan Weinert („Point Of View“ 1999). Seit 1996 war er Mitglied der Bläsergruppe „Hornflakes“.
2005 erhielt er mit Folmer den „Prix Frank Tenot“ des „Les Victoires du Jazz“- Preises und 2005 den Django d’Or (Frankreich) für die PJBB.
Er ist Professor für Jazzkomposition am CNR in Paris und gibt Master-Klassen am CNSM.